# Pastel de azúcar moravo
El pastel de azúcar moravo  es un pastel de café dulce que es a menudo hecho en la ciudad colonial de Salem, Carolina del Norte y en otros asentamientos moravos en Pensilvania. Está hecho con una masa de levadura dulce enriquecida con puré de patatas. La masa se deja reposar para elevarse en una sartén plana, y justo antes de hornearse, se hacen profundos orificios en la superficie de la masa con las yemas de los dedos, y después se le vierte encima una mezcla de mantequilla fundida y azúcar moreno. Durante el horneado, se forma un rica corteza azucarada que se cala en las profundidades del pastel. El pastel de azúcar moravo es preferiblemente servido caliente, recién sacado del horno, pero se mantiene bien a temperatura ambiente durante varios días y también congela bien.

## Historia
Los colonos moravos que llegaron a Carolina del Norte en 1753 y fundaron Salem en 1766 trajeron esta receta con ellos de sus asentamientos en Pensilvania oriental. El pastel de azúcar moravo es muy similar al alemán Zuckerkuchen (Pastel de azúcar) hecho en Berlín y al Butterkuchen (Pastel de Mantequilla) en Luneburgo. 
La adición de las patatas machacadas en la masa puede derivar de la práctica de usar patatas en los prefermentos para aumentar el crecimiento de levaduras naturales. A menudo se hace para Semana Santa y Pascua, su popularidad pronto le llevó a su aparición en otras celebraciones y días festivos, especialmente en Navidad. A lo largo de los siglos, la receta del pastel de azúcar moravo ha cambiado poco, y su prestigio se ha extendido mucho más allá de Winston-Salem, de modo que se ha convertido un apreciado dulce de desayuno en Carolina del Norte. Los pasteles de azúcar recién horneados están disponibles en las tiendas y panaderías de Winston-Salem y en la región de Piedmont en Carolina del Norte.